# James Van Der Beek
James William Van Der Beek, Jr. (født 8. marts 1977) er en amerikansk skuespiller kendt for sin hovedrolle i tv-serien Dawson's Creek fra 1998-2003.

## Udvalgt filmografi
- Angus (1995)
- I Love You, I Love You Not (1996)
- Varsity Blues (1999)
- Scary Movie (2000)
- Jay and Silent Bob Strike Back (2001)